# Mit einem Bein im Grab
Mit einem Bein im Grab war eine deutsche satirische Fernsehserie mit dem als Ekel Alfred bekannt gewordenen Heinz Schubert in der Hauptrolle. Schubert spielte darin einen unfreiwillig in den vorzeitigen Ruhestand geschickten Pförtner. Die Serie wurde zwischen 1996 und 1998 produziert und bestand aus 19 Folgen in zwei Staffeln.

## Hintergrund
Die Serie ist eine Adaption der BBC-Serie One Foot in the Grave. Dabei arbeiteten der Autor Menge und Heinz Schubert rund 25 Jahre nach ihrer Erfolgsserie Ein Herz und eine Seele wieder gemeinsam in einem Film mit. Udo Lindenbergs Wenn ich 64 bin, die Abwandlung des Beatles-Klassikers When I’m 64 diente dabei als Titelmusik. Die Serie lief in einer Staffel und wurde in der ARD jeweils dienstags um 22.05 Uhr ausgestrahlt.

## Handlung
Viktor Bölkoff arbeitet als Pförtner, doch da die Firma Stellen abbauen muss, wird er vorzeitig in Rente geschickt und an seine Position ein neumodischer Roboter gesetzt. Diese neue Situation, auf die Bölkoff so nicht vorbereitet war, stellt ihn und seine Frau Margret zunächst vor neue Herausforderungen. Er macht es sich bequem, sieht fern oder spricht mit seinen Goldfischen.
Die Nachbarn der Bölkoffs sind Lisbeth Albermann, Margrets Freundin, sowie Klaus und Katrin. Bölkoff wird durch den Zivildienstleistenden Markus zum Seniorennachmittag eingeladen, was ihm nicht sonderlich gefällt, da er noch nicht zum alten Eisen gehören möchte. Ein  Anruf aus der Personalabteilung seiner alten Firma lässt ihn auf ein Comeback hoffen, doch es kommt anders als erhofft.
Der liebenswerte, manchmal nörgelige Spießer Bölkoff, der weder Hunde noch kleine Kinder mag, versucht das Beste aus seiner Situation zu machen.

## Episodenliste

### Staffel 1
| Folge | Name                         | Erstausstrahlung   | Inhalt und Gastdarsteller |
| ----- | ---------------------------- | ------------------ | --- |
| 1     | Der Anfang vom Ende          | 3. September 1996  | Pförtner Viktor wurde unfreiwillig in den vorzeitigen Ruhestand geschickt und hadert – ersetzt durch eine Maschine – mit seiner neuen Lebenssituation, als ihn ein Anruf seiner alten Firma erreicht. Doch die Hoffnung auf Weiterbeschäftigung wird enttäuscht, sie verlangen nur die alte Uniform zurück. Viktor muss sich jetzt damit begnügen, als Zauberkünstler mit Lisbeth Albermann als Assistentin bei einem Seniorennachmittag in der Gemeinde aufzutreten. Gäste: Katy Karrenbauer                             |
| 2     | Auf heißen Sohlen            | 10. September 1996 | Die Bölkoffs kommen von einem Kurztrip zurück, Viktor hat starken Sonnenbrand, der Nachbarshund den Schlüssel zum Schuppen verschluckt und Urlaubsbekanntschaft Bernd macht Margret bereits Avancen. Als durch einen Unfall eine Straßenlaterne ins Schlafzimmer der Bölkoffs kracht und wenig später eine hilfsbedürftige fremde Frau in ihrem Ehebett liegt, ist das Chaos perfekt. Gäste: Günter Clemens, Ingrid von Bothmer                                                                                           |
| 3     | Schlimmer geht immer         | 17. September 1996 | Nach dem Einsturz des Schuppens versucht Viktor zu verhindern, dass andere Müll in den angemieteten Container ablegen. Ein Fernsehshowbesuch mit Lisbeths Cousin läuft anders als geplant und sein loses Mundwerk kostet Viktor seinen neu angetretenen Portierjob. Als es kaum mehr schlimmer kommen kann, stehen die unerträglichen Heinz und Marlies zum Diaabend auf der Matte. Gäste: Lotti Krekel, Ernst H. Hilbich, Karl von Liebezeit                                                                             |
| 4     | Schlange auf Abwegen         | 1. Oktober 1996    | Die Bölkoffs bereiten sich auf ihren Griechenlandurlaub vor, auf den Viktor überhaupt keine Lust hat. Aufgrund eines Missverständnisses mit Viktor trinkt Lisbeth Teppichreiniger und verdirbt sich den Magen. Am nächsten Tag schleicht sich im Gartencenter eine Python in Viktors Einkauf und lässt sich später unbemerkt im Haus nieder. Als die Bölkoffs am nächsten Morgen zum Flughafen fahren, ahnen sie nichts von ihrem blinden Passagier im Gepäck. Gäste: Diether Krebs, Andreas Mannkopff, Gottfried Vollmer |
| 5     | Auferstanden aus Ruinen      | 8. Oktober 1996    | Nach ihrem Urlaub erfahren Viktor und Margret, dass ihr Gepäck vermisst wird und – noch schlimmer – ihr Haus abgebrannt ist. Die Versicherung zahlt zügig und ein paar Wochen später kann das Haus wieder bezogen werden. Als zur House-Warming-Party zunächst niemand kommt, stellt sich heraus, dass Viktor eine Ziffer falsch geschrieben hat. Also sammelt Viktor die Partygäste an der vermeintlichen und führt diese auf Umwegen ins richtige Haus. Gäste: Pit Krüger                                               |
| 6     | Lebendig begraben            | 15. Oktober 1996   | Nach einem unerträglichen Videoabend bei Annette, Mutter von Margrets Patenkind Alexandra, bekommen Bölkoffs deren Schildkröte zur Pflege, welche Viktor jedoch bei Gartenarbeiten versehentlich zu Tode grillt. Er rief Annette an und berichtet vom Tod des Haustiers. Margret, die das nicht weiß, kauft eine neue und gibt diese Annette im gewohnten Karton. Am Abend beerdigen Annette und Alexandra den Karton feierlich. Gäste: Maren Kroymann                                                                    |
| 7     | Nackte Tatsachen             | 29. Oktober 1996   | Margret ist von Viktors Aktzeichnungen in der Volkshochschule nicht begeistert. Noch weniger, als er erzählt, dass das Model ihn für gelegentliche Putzjobs engagiert. Deshalb lässt sich die eifersüchtige Margret auf die Schmeicheleien von Nachbar Diederich ein, welcher dies missversteht und sich eines Tages sogar ins Ehebett legt. Nachdem Viktor ihn vertreibt, spricht sich das Ehepaar aus und Viktor kann Margrets Befürchtungen plausibel widerlegen. Gäste: Ulrike Bliefert, Gert Burkard                 |
| 8     | Wie du mir, so ich dir       | 5. November 1996   | Viktor sagt den Nachbarn zu, die Pflanzen zu gießen. Dabei sieht er eine Frau Papier auf den Rasen werfen und wirft ihr erbost Abfall durch den Briefschlitz. Deren Mann flutet daraufhin Viktors vermeintliches Haus. Viktor verkracht sich mit seinem unliebsamen Bruder Paul, der gerade zu Besuch ist. Doch ihn plagt das Gewissen und er holt ihn vom Bahnhof zurück. Dann klingeln die Nachbarn, die nach ihrer Rückkehr gerade eine nasse Überraschung vorgefunden haben. Gäste: Ralf Wolter, Werner Koj           |
| 9     | Wer anderen eine Grube gräbt | 12. November 1996  | Viktor hat Gartenarbeiter Udo engagiert, doch dieser flirtet lieber mit der Nachbarschaft und schmarotzt sich durch den Tag. Als Viktor ihn mit einer Teenagerin im Haus erwischt, macht er ein Fass auf, dabei handelt es sich um Udos Tochter. Kurzerhand gräbt Udo den schimpfenden Viktor bis zum Hals im Garten ein. Dadurch kommt Viktor nicht zu seinem gerade frisch ergatterten Job, obendrein bringt Margret ihm die Nachricht vom Tod ihrer Mutter. Gäste: Ralf Richter                                        |
| 10    | Wiedersehen macht Freude     | 19. November 1996  | Margret erleidet einen Erschöpfungsanfall, sodass Viktor allein auf eine Party gehen muss. Statt des gereinigten Anzugs bringt Lisbeth ein Gorillakostüm vorbei, sodass Viktor improvisieren muss und dabei mit dem Bügeleisen Margrets Kleid ruiniert. Als Margrets Quasiziehtochter Andrea ihr Schmuck klaut und Viktor vorgibt, er habe ihn eventuell verschusselt, herrscht dicke Luft. Letztlich klärt sich auf, dass Viktor aus guten Beweggründen Information von Margret fernhielt.                               |
| 11    | Alles was Recht ist          | 26. November 1996  | Die Bölkoffs warten wegen ihres Testaments Stunden beim Rechtsanwalt, wobei Viktor sich schwer damit tut. Dass er einen an sein Auto pinkelnden Hund aus dem Fenster mit einem Gebäck bewirft, bringt ihm eine Klage ein. Margret erzählt Viktor, dass sie bei ihrer ersten Begegnung gar nicht ihn kennenlernen wollte. Für Viktor hingegen war sie immer die erste Wahl, er habe es ihr aber nie gesagt. Dann erfahren sie, dass der Anwalt heute keine Zeit mehr habe. Gäste: Jochen Busse, Karin Eckhold              |
| 12    | Stille Wasser                | 10. Dezember 1996  | Nachdem bei Lisbeth alles unter Wasser steht, nehmen die Bölkoffs sie und ihren Vogel bei sich auf. Die Untermieterin richtet allerdings jede Menge Schaden an Interieur, Körper und Psyche an. Viktor erträgt all dies seit seiner Fußsohlenmassage mit stoischer Ruhe, geht sogar in Lisbeths überflutete Wohnung, um Sachen zu holen. Aufgrund eines Zeitungsartikels vermutet Margret auf einmal mehr hinter Viktors Fußsohlenmassage.                                                                                |
| 13    | Klotz am Bein                | 17. Dezember 1996  | Die Bölkoffs machen mit Lisbeth und Nachbar Marcus einen Ausflug und verlaufen sich. Nach einem Missgeschick mit einem Sack Zement, in den Viktor und Lisbeth vorübergehend einbetoniert sind, macht Viktor sich auf die Suche nach Hilfe. Er kommt zu einem Pflegeheim und entdeckt bald, dass die Leiterin samt Pflegepersonal die alten Menschen sehr schlecht behandeln. Mit deren Hilfe und ein paar Medikamenten setzt er dem Spuk ein Ende. Gäste: Ingrid van Bergen, Jochen Stern                                 |

### Staffel 2
| Folge | Name                     | Erstausstrahlung | Inhalt und Gastdarsteller |
| ----- | ------------------------ | ---------------- | --- |
| 14    | Drunter und drüber       | 31. März 1998    | Die Bölkoffs fahren in das Gästehaus von Dörte und Hein, beide gehen Viktor mächtig auf die Nerven. Als Hein ihm einen Grabstein schenkt, ist Viktor gänzlich verstimmt. Margret hingegen ist eifersüchtig, da Viktor sich gut mit zwei jungen Französinnen versteht. Als Viktor und Margret aufgrund eines Missverständnisses denken, sie hätten den jeweils anderen betrogen, brechen sie die Zelte ab. Allerdings nicht, ohne sich gebührend von Dörte und Hein zu verabschieden. Gäste: Karin Rasenack, Jochen Senf, Vera Teltz, Corinna Nilson |
| 15    | Rette sich wer kann      | 7. April 1998    | Stümperhafte Installationsarbeiten im Bad und Viktors nicht endende Zahnbehandlungen belasten die Bölkoffs. Lisbeth hat einen neuen „Freund“, welcher auch gleich einen Job für Viktor als Chauffeur hat. Viktor entdeckt bald, dass sein Arbeitgeber Lisbeth nur als Putzkraft ausnutzt, während er sich mit Jüngeren amüsiert. Margret sagt es ihr, woraufhin Lisbeth den Lebemann konfrontiert. Viktor bringt es fertig, binnen kürzester Zeit alle Wagen zu Schrott zu fahren. Gäste: Gert Haucke, Lotti Krekel, Ernst H. Hilbich               |
| 16    | Nichts geht mehr         | 14. April 1998   | Der Sonntagsausflug der Bölkoffs mit Lisbeth wird durch einen Stau jäh gestoppt. Es ist heiß, es gibt kein Essen und der Blick nach vorn ist durch einen Pferdehintern verdeckt. Viktor nörgelt wie immer, stellt die Sinnhaftigkeit dieses Ausflugs in Frage und legt sich schließlich mit einigen anderen Stauteilnehmern an. Auch im Gespräch mit einem Polizisten, der sich um die Autofahrer kümmert, lässt Viktor kein Fettnäpfchen aus. Gäste: Ingolf Lück, Klaus Zmorek, Katrin Brockmann, Petra Csecsei                                    |
| 17    | Sport ist Mord           | 21. April 1998   | Viktor hat keine Lust auf den Sportkurs in der Volkshochschule. Als bei diesem auch noch die Trainerin plötzlich verstirbt, sieht er seine Bedenken bestätigt. Auch macht er sich vermehrt Gedanken um die eigenen Tod. Das Entsorgen seines nicht mehr benötigten Trainingsanzugs gestaltet sich schwerer als gedacht. Und dann sitzt auf einmal ein Nachbar, der denkt, Viktor sei tot, bei Bölkoffs in der Küche. Gäste: Dieter Schaad, Murat Yeginer                                                                                            |
| 18    | Mit Blindheit geschlagen | 28. April 1998   | Wegen Imkeraktivitäten der Nachbarn müssen die Bölkoffs in den Schuppen flüchten. Lisbeths Anruf bring die Rettung und Viktor verspricht, auf deren Neffen aufzupassen. Als diese die Fische ins Jenseits befördern, wehrt Viktor sich auf seine Art. Sorgen bereiten ihm die Augen, doch der Arztbesuch läuft anders als geplant. Als er schließlich aufgrund von Stress im Krankenhaus landet, wartet dort schon die nächste Überraschung. Gäste: Peter Freiberg, Steffen Scheumann, Tana Schanzara                                               |
| 19    | Lügen haben kurze Beine  | 5. Mai 1998      | Nachdem Einbrecher den Fernseher mitgenommen haben, schaut Viktor in der Kneipe Fußball. Er trifft dort Mitschüler Willi, dessen Hamster er auf dem Gewissen hat. Willi verwechselt ihn jedoch. Dann stoßen Willis Verlobte Irene und Margret dazu, da beide Kolleginnen sind. Um nicht aufzufliegen, müssen die Bölkoffs improvisieren. Später wird auch die verdutzte Lisbeth in das Verwirrspiel miteinbezogen. Gäste: Jürgen Holtz, Rotraud Schindler                                                                                           |